# Baba Vida

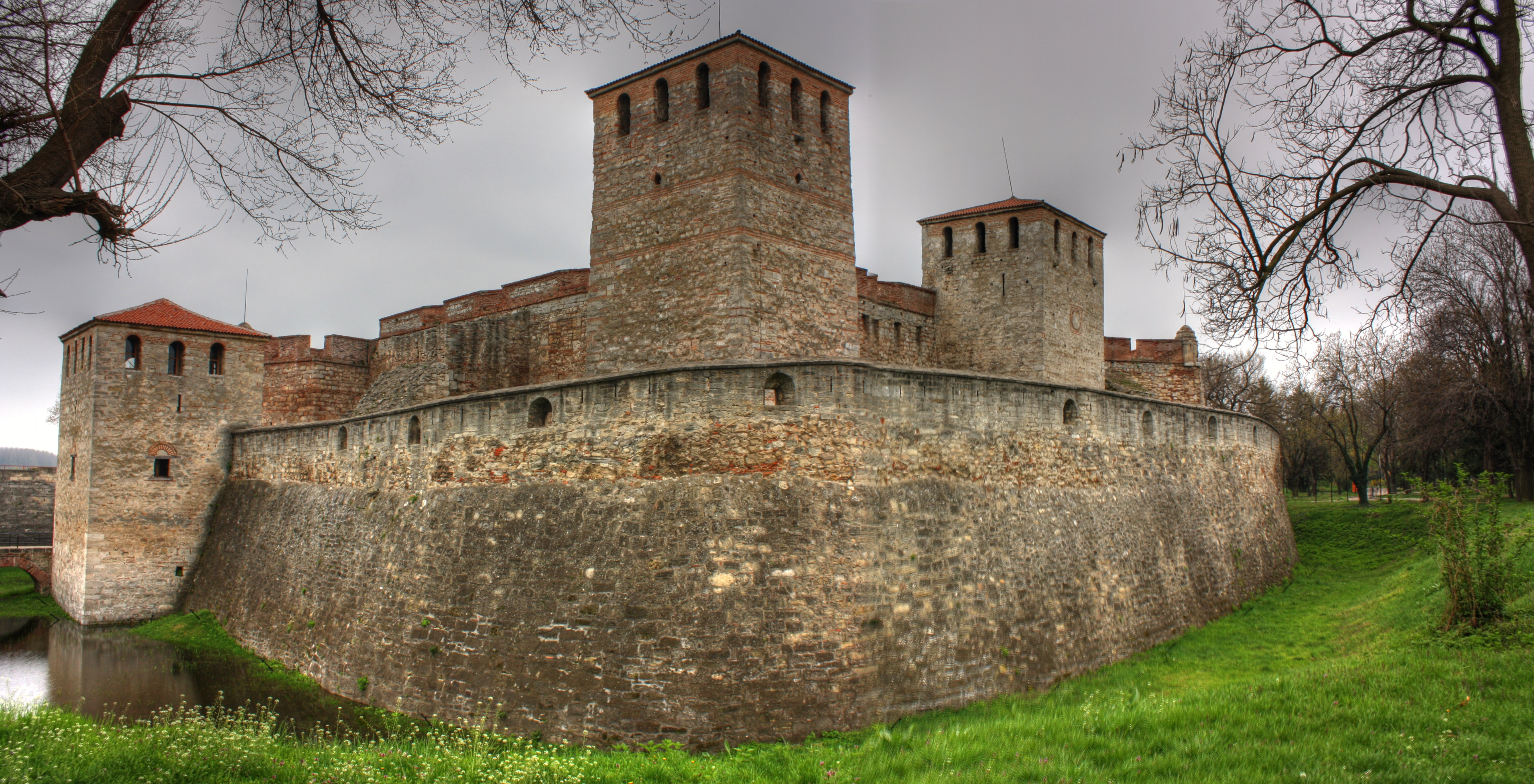
Baba Vida

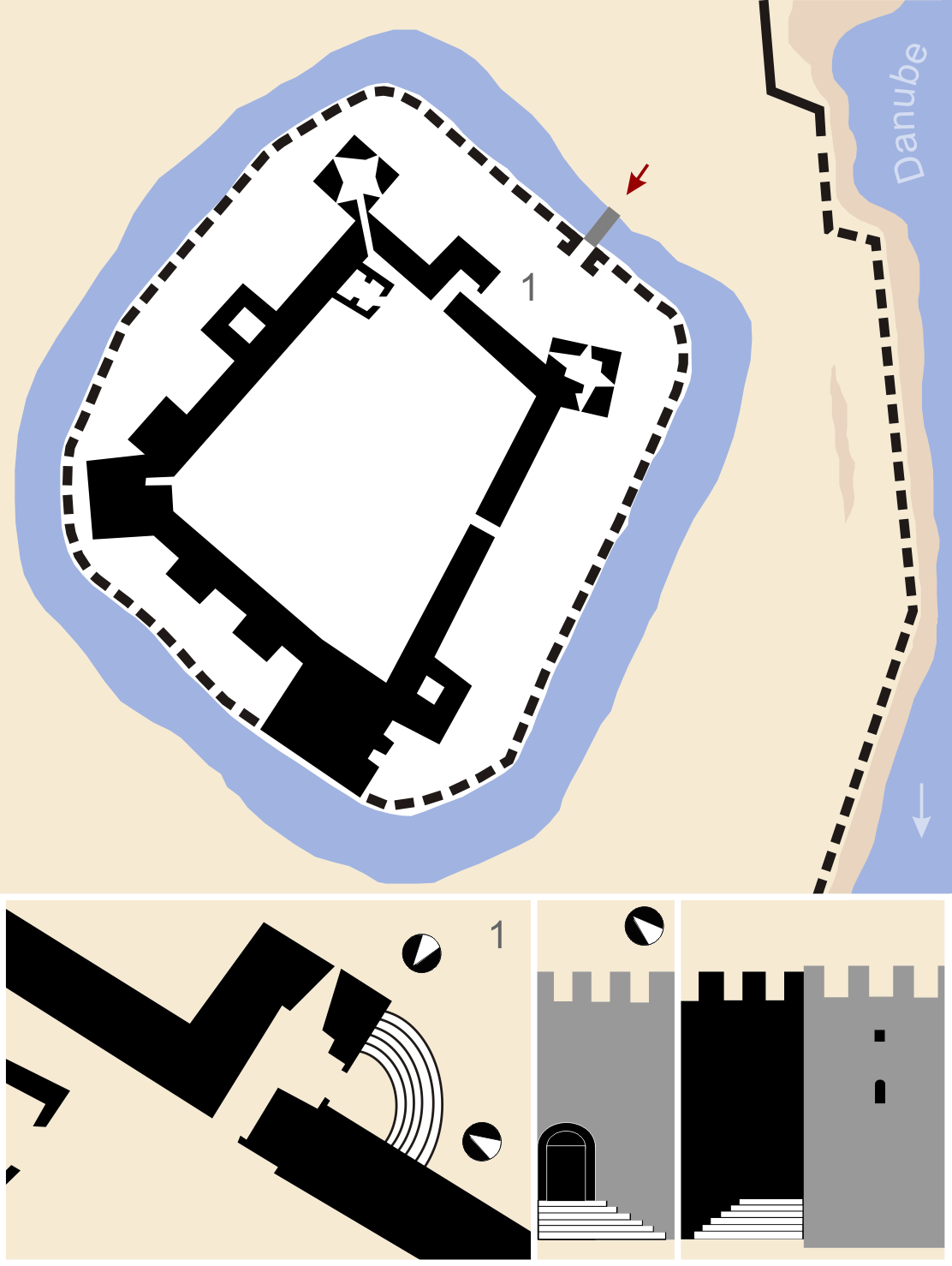
Planta da fortaleza

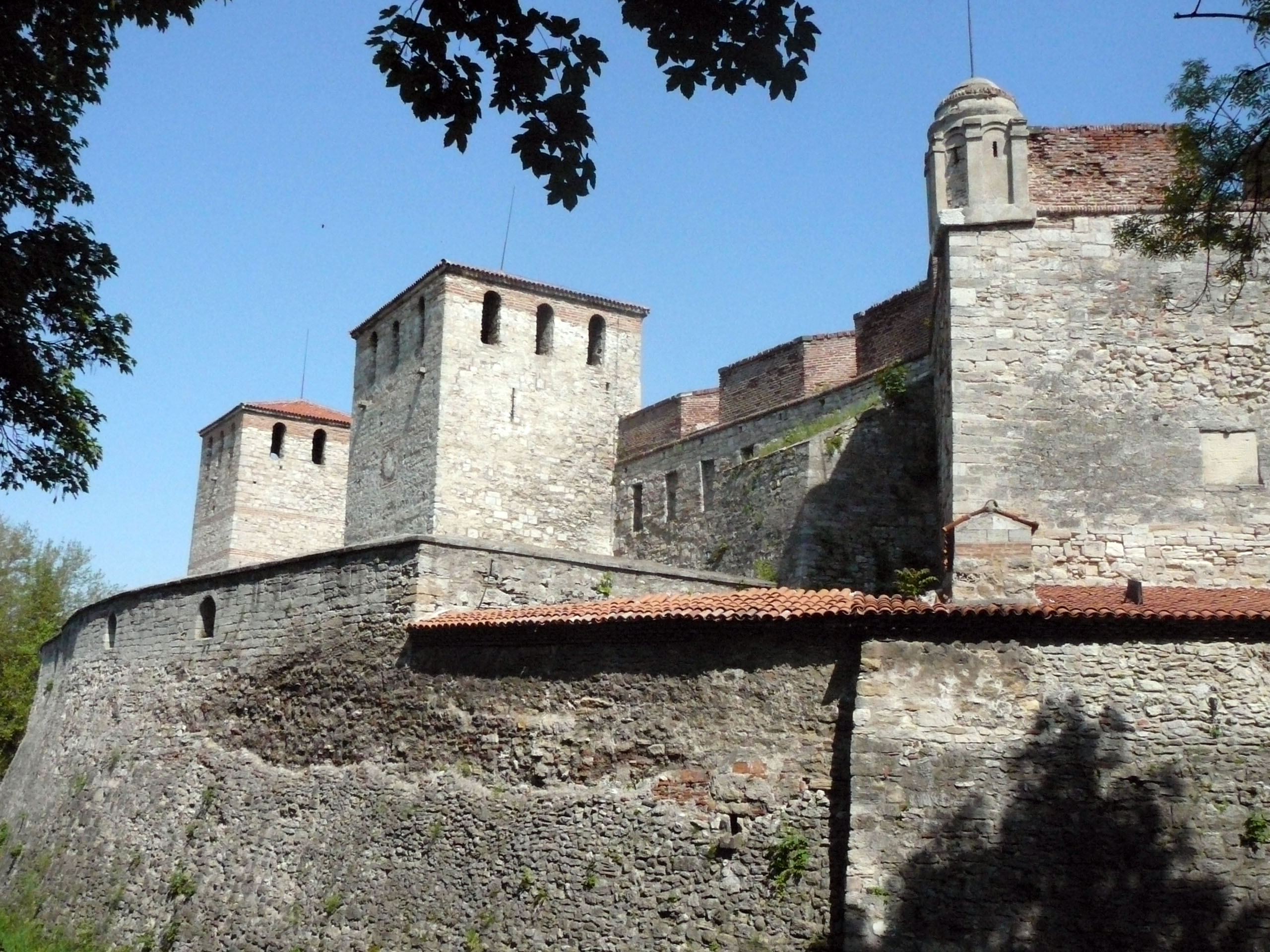
Baba Vida

Baba Vida (em búlgaro:  Баба Вида) é uma fortaleza medieval em Vidim, no noroeste da Bulgária e principal marco da cidade. É cercada por um fosso e duas muralhas possuindo quatro principais torres, sendo o único castelo medieval totalmente preservado no país.
A construção da fortaleza começou no século X, no lugar de uma antiga torre de vigia romana. O castelo de Baba Vida está ligado a uma lenda, segundo a qual um rei búlgaro do Danúbio que governou em Vidim, teve três filhas: Vida, Kula e Gamza. Antes de sua morte, ele dividiu seu reino entre as três. A Vida, a mais velha, foi dada Vidim e as terras ao norte dos Cárpatos, Kula recebeu Zaječar e o Vale Timok e Gamza deveria governar as terras a oeste até o Morava. Gamza e Kula casaram com nobres guerreiros, mas Vida permaneceu solteira e construiu a fortaleza em sua cidade. O nome do castelo significa "Vovó Vida".
Baba Vida atuou como a principal instalação defensiva de Vidim durante o curso da Idade Média atuando como a fortaleza mais importante do noroeste da Bulgária. A fortaleza Baba Vida ficou um período de oito meses sob cerco por forças bizantinas lideradas por Basílio II sendo destruída e novamente erguida durante o reinado de João Esracimir, a qual serviu como capital. Entre 1365 e 1369, a fortaleza passou sob o controle  húngaro ao ser conquistada por forças de Luís I. Em 1369, João Esracimir conseguiu recuperar o controle de sua capital, embora tendo que permanecer sob soberania húngara.
Em 1388, os otomanos invadiram as terras de Esracimir e obrigara-o a tornar-se seu vassalo. Em 1396, ele juntou-se uma cruzada anti-otomana liderada pelo rei da Hungria, Sigismundo, colocando seus recursos à disposição dos cruzados. A cruzada terminou na desastrosa Batalha de Nicópolis em  Nikopol, Bulgária, com os otomanos capturando a maioria dos domínios da Esracimir no ano seguinte.
Atualmente, Baba Vida é um museu fortaleza e atração turística popular, sendo restaurada à sua antiga aparência. Ela está entre as construções medievais mais preservadas na Bulgária, e por isso muitas vezes é escolhida como um conjunto de filmes. O teatro de verão de Vidim, onde concertos e espetáculos de teatro são realizados, também está situado na fortaleza.